# Гаврош
Гавро́ш Тенардье́ (фр. Gavroche Thénardier) (1820 - 1832) — персонаж романа «Отверженные» Виктора Гюго (1862); жизнерадостный, дерзкий на язык и в то же время смекалистый, пронырливый и одновременно храбрый и отзывчивый парижский бездомный сорванец, сражавшийся на баррикадах и погибший в ходе Июньского восстания 1832 года.

## История персонажа
Его родителями были супруги Тенардье, поселившиеся в Париже в лачуге по адресу Горбо, 50-52 под фамилией Жондрет. У Гавроша было две сестры — Эпонина и Азельма. Нелюбимый родителями мальчишка жил больше на улице, убежищем ему служила скульптура слона (точнее, полномасштабный макет задуманной скульптуры) на площади Бастилии. Контактировал с опасными преступниками из банды «Петушиный час», но в преступлениях не участвовал (разве что помогал Тенардье при побеге из тюрьмы).
В доме родителей Гаврош знакомится с Мариусом Понмерси — молодым революционером, сознательно отказавшимся от состояния и положения буржуа и решившим жить самостоятельно. Мариус знакомит его с другими сторонниками генерала Ламарка, помогая которым, Гаврош и гибнет от пули 6 июня 1832 года на одной из забаррикадированных улиц Парижа.
Гаврош сыграл огромную роль в ходе подготовки восстания и его осуществлении, он долгое время следил за людьми в городе, доставлял Мариусу и другим революционерам, «друзьям азбуки», важные сведения. Именно он помог восставшим распознать личность инспектора Жавера, тайком проникшего на баррикады. Тем самым он спас восставших от скорейшей смерти, но они всё равно погибли на следующий день. Гаврош погиб одним из первых, и его смертью олицетворяется поражение восстания, несбывшиеся надежды народа на свободу и благополучие.
Гавроша, как и других бездомных, называли гаме́нами (ближайшее по смыслу русское слово — «сорванец»).

Гамен (Гаврош) — олицетворение Парижа, а Париж — олицетворение всего мира. — Виктор Гюго «Отверженные»

## Гаврош в экранизациях книги
Все экранизации книги носили одинаковое название — «Отверженные».
| Год экранизации | Режиссёр          | Исполнитель роли Гавроша | Страна                        |
| --------------- | ----------------- | ------------------------ | ----------------------------- |
| 1934            | Раймон Бернар     | Эмиль Женевуа            | Франция                       |
| 1958            | Жан-Поль ле Шануа | Джимми Урбан             | ГДР, Франция, Италия          |
| 1972            | Марсель Блюваль   | Жиль Медон               | Франция                       |
| 1982            | Робер Оссейн      | Эммануэль Куртиль        | ФРГ, Франция                  |
| 1998            | Билле Аугуст      | Шейн Херви               | Великобритания, Германия, США |
| 2000            | Жозе Дайан        | Жером Арделе             | Франция, Италия, Испания      |
| 2012            | Том Хупер         | Дэниел Хаттлстоун        | Великобритания, США           |
| 2018            | Том Шенклэнд      | Рис Йейтс                | Великобритания                |

### Другие появления в кино
- В 1937 году был снят советский фильм «Гаврош», базирующийся на отрывке из романа «Отверженные». Заглавную роль сыграл Николай Сморчков.
- Вячеслав Баранов сыграл Гавроша в советском фильме-кроссовере «Приключения в городе, которого нет» 1974 года.
- В 1986 году киностудия «Киевнаучфильм» выпустила короткометражный мультфильм «Гаврош», также основанный на вырезках из романа Гюго. Примечательно то, что в короткометражке полностью отсутствуют диалоги (основную роль здесь играет музыка), а в заставке и финальных титрах звучит песня Эдит Пиаф «Hymne À L’amour».
- Творческое объединение «Экран» в 1987 году создали кукольный мультфильм «Непобеждённые».

## Песня Гавроша
Начало песенки, которую не успел допеть сражённый пулей Гаврош, со ставшими крылатыми словами — «Во всем вина Вольтера, во всем вина Руссо»:
On est laid à Nanterre,

C'est la faute à Voltaire,

Et bête à Palaiseau,

C'est la faute à Rousseau.

Все уроды в Нантере, 

Ищите вину в Вольтере, 

Все дурни в Палезо, 

Ищите вину в Руссо.

## Гаврош в современной культуре
- Во французском языке слово Гаврош стало означать «уличный мальчишка» и «озорной ребёнок».
- Гаврош — современный женский стиль одежды, а также прическа.